# Екскурс
Е́кскурс (лат.excursus — відступ) — у літературному творі — відхилення від основної сюжетної лінії, теми задля висвітлення додаткових, побічних питань.
Визначається часовий екскурс (заглиблення у минуле чи майбутнє) та просторовий Е. (перенесення в інший краєвид, країну тощо); здійснюється за допомогою введення у художній текст додаткових епізодів, вставних новел, нових персонажів, авторських ретроспекцій тощо
В українській літературі твори з екскурсом — не рідкість (новели М. Яцківа, «День отця Сойки» С. Тудора, «Диво» П. Загребельного та ін.).